# Petr Zavadil
Petr Zavadil (* 14. února 1975 Praha) je český překladatel, romanista, novinář, působil v zahraniční redakci České televize. V letech 2013 až 2018 byl jejím zahraničním zpravodajem ve Francii.

## Biografie
Jeho otec vystudoval na vysoké škole španělštinu a francouzštinu, posléze pracoval pro tehdejší Československou tiskovou kancelář. V letech 1986–90 pak působil jako zpravodaj ČTK na Kubě. Svého syna Petra vyučoval španělštině již od jeho 8–9 let. Od svých 11 let žil Petr Zavadil se svými rodiči na Kubě, kde strávil celkem 4 roky. V roce 2000 absolvoval na Filozofické fakultě Univerzity Karlovy, po šesti letech studia, stejnou kombinaci jako jeho otec, tj. francouzštinu a španělštinu. Jako student absolvoval krátkou studijní stáž v Granadě. Na FF UK obhájil pod vedením hispanistky Anežky Charvátové španělsky psanou diplomovou práci s názvem „Dos formas de novela iniciática en la literatura cubana: José Lezama Lima y Abilio Estévez“ (česky Dvě podoby románu zasvěcení v kubánské literatuře: José Lezama Lima a Abilio Estévez; 2000).

## Publikační činnost
Ve svém volném čase se věnuje překladatelské činnosti. Pod svým jménem publikuje také literární články, knižní recenze, ukázky na českém literárním portále iLiteratura.cz. Jeho překlady poezie, prózy ze španělštiny, či francouzštiny vydává pražské nakladatelství Fra. V nočním rozhovoru s redaktorem Josefem Pazderkou v pořadu ČT „Před půlnocí – Téma: Těžký život španělštiny v Česku“ prohlásil, že považuje španělštinu téměř za svoji „adoptivní mateřštinu“ a že má velmi vřelý vztah ke Kubě a kubánské literatuře.
V roce 2018 jej na postu zahraničního zpravodaje České televize ve Francii vystřídal Jan Šmíd.

## Překlady ze španělštiny
výběr
- Montero, Mayra. Jako tvůj posel. 1. vyd. Praha: Mladá fronta 2002, 244 S. ISBN 80-204-0967-X
- Parra, Nicanor. Básně proti plešatění. 1. vyd. Praha: Mladá fronta 2002, 132 S. ISBN 80-204-0948-3. (Překlad ze špan. originálu „Poemas para combatir la calvicie.“)
- Valente, Jóse Ángel. V kořenech světla ryby. 1. vyd. Praha: Fra 2004, 274 S. ISBN 80-86603-11-3.
- Piñera, Virgilio. Studené povídky. 1. vyd. Brno: Zirkus 2005, 230 S. ISBN 80-903377-6-7.
- Rosales, Guillermo. Boarding home. 1. vyd. Praha: Fra 2006, 105 S. ISBN 80-86603-33-4.
- Varela, Blanca. Křídla na konci všeho. 1. vyd. Praha: Agite/Fra 2006, 184 S. ISBN 978-80-86603-44-5. (překlad ze špan. originálu „Donde todo termina abre las alas.“)
- Vargas Llosa, Mario. Kozlova slavnost. 1. vyd. Praha: Mladá fronta 2006, 415 S. ISBN 80-204-1151-8.
- Kolektiv autorů. Kubánská čítanka. 1. vyd. Praha: Labyrint, 2006, 324 S. ISBN 80-86349-24-1. (spolupřekladatel)
- Sánchez Robayna, Andrés. V těle světa. 1. vyd. Praha: Fra 2007, 216 S. ISBN 978-80-86603-48-3. (Překlad ze špan. originálu „En el cuerpo del mundo.“)
- Zápisky z mrtvého ostrova. Kubánská skupina Diáspora(s). Praha: Agite/Fra 2007, 218 S. ISBN 80-86603-61-X.
- Aquilera, Carlos A. Teorie o čínské duši. 1. vyd. Praha: Agite/Fra 2009, 116 S. ISBN 978-80-86603-86-5.
- Gamoneda, Antonio. Tohle světlo.[8] 1. vyd. Praha: Agite/Fra. 2010. 246 S. ISBN 9788087429013.
- Cabrera Infante, Guillermo. Přelétavá nymfa. 1. vyd. Praha: Paseka 2010, 209 S. ISBN 978-80-7432-081-1. (Překlad ze špan. originálu „La ninfa inconstante“, nominace na Magnesia Litera 2011 za překladovou knihu)
- Victoria, Carlos. Stíny na pláži. 1. vyd. Praha: Fra 2011, 188 S. ISBN 978-80-86603-82-7.

## Překlady z francouzštiny
výběr
- Bytosti schopné zemřít. Francouzští prokletí básníci 20. století. 1. vyd. Praha: Agite/Fra. 2008. 272 S. ISBN 978-80-86603-36-0. (Spolupřekladatel: Petr Zavadil)
- Viarre, Guy. Bílé předání. 1. vyd. Praha: Agite/Fra. 2008. 252 S. ISBN 978-80-86603-76-6.
- Demangeot, Cédric. Slota. 1. vyd. Praha: Fra. 2012. ISBN 978-80-87429-36-5.
- Barthes, Roland. Říše znaků. 1. vyd. Praha: Fra. 2012/13. 168 S. ISBN 9788087429259.
- Noël, Bernard. Výřezy z těla. 1. vyd. Praha: Fra. 2017. 240 S.

## Ocenění za překlad
- 2004 – tzv. tvůrčí odměna Ceny Josefa Jungmanna za překlad knihy Jóse Ángela Valenteho „V kořenech světla ryby“[9]
- 2010 – Cena Josefa Jungmanna tuzemské Obce překladatelů (za nejlepší překlad zahraničního díla do češtiny) za překlad básní „Tohle světlo“ od Antonia Gamonedy[10][11]